# Грохольский, Владимир Петрович
Владимир Петрович Грохольский (8 (20) марта 1884, Новоржев, Новоржевский уезд, Псковской губернии Российской империи — 1952) — русский и советский оперный певец (лирический баритон), артист оперетты и музыкальный педагог.
Заслуженный артист РСФСР (1940).

## Биография
Сын служащего Риго-Орловской железной дороги. Окончил училище при Учительской семинарии в Пскове, затем — Рижское реальное училище. Участвовал в студенческом хоре и одновременно занимался пением в местном музыкальном училище.
Учился вокалу с 1908 до 1911 года в Санкт-Петербургской консерватории, ученик С. Габеля). Студентом дебютировал в петербургском Народном доме, где пел до 1912 года, участвовал в спектаклях оперетты «Палас-театра». В 1912—1936 годах — солист Санкт-Петербургского Большого театра, с 1935 года — ленинградского Мариинского театра. С 1918 по 1949 годы был солистом Малого оперного театра. На его сцене в 1935 году он пел Томского в знаменитой постановке Мейерхольда «Пиковой дамы» П. Чайковского.
В 1913—1914 годах совершенствовал вокал в Милане. Обладал красивым голосом широкого диапазона, безупречной вокальной школой. Исполнение отличалось искренностью и лиризмом.
Театральный критик Б. Мазинг писал:

«Безукоризненность вокального исполнения, вдумчивость актёрской игры, благородство внешнего рисунка роли, правдивость создаваемого сценического образа характеризуют манеру актёрской игры Грохольского, продолжающего и утверждающего лучшие традиции русской реалистической оперной школы»
Партнёрами В. Грохольского на сцене были Е. Бронская, Р. Горская, М. Каракаш, Л. Липковская, К. Петраускас, Ф. Шаляпин.
Выступал с концертами в частях РККА, для раненых в госпиталях. Работал руководителем в коллективах художественной самодеятельности Военно-политической школы им. Ф. Энгельса, в ленинградском Дворце культуры им. Горького.
В 1950—1951 годах преподавал в Ленинградской консерватории. Среди учеников — Г. Большаков.

## Избранные оперные партии
Первый исполнитель партий
- Король («Чудо роз» («Дочь иных веков») Петра Шенка)
- Болотников («Комаринский мужик» В. Желобинского)
- Бухтеев («Лёд и сталь» В. Дешевова)
- Митька Коршунов («Тихий Дон» И. Дзержинского)
- Надзиратель («Мать» В. Желобинского)
- Томский («Пиковая дама» П. Чайковского; сценарий и текст В. Мейерхольда и В. Стенича)

Первый исполнитель в России — 2-го японского посла («Соловей» Игоря Стравинского)
С большим успехом исполнял в опереттах партии Маркиза де Корневиля («Корневильские колокола» Р. Планкета) и студента Яна («Нищий студент» К. Миллёкера).